# 道の駅いなかだて
道の駅いなかだて（みちのえき いなかだて）は、青森県南津軽郡田舎館村にある国道102号の道の駅である。愛称は弥生の里。

## 施設
- 駐車場
  - 普通車： 183台
  - 大型車： 10台
  - 身障者用駐車場： 2台
- トイレ：40器
  - 身障者： 3器

※（）は、24時間利用可能
- 公衆電話： 1台
- 産直センター（4月 - 11月：8:30 - 18:00、12月 - 3月：8:30 - 17:30
- 遊具施設（平日：10:00 - 17:00、土・日・休日：9:00 - 17:00）
- 埋蔵文化財センター（10:00 - 17:00、最終入館：16:30）
- 弥生の里公園
- 第2田んぼアート（2012年から）

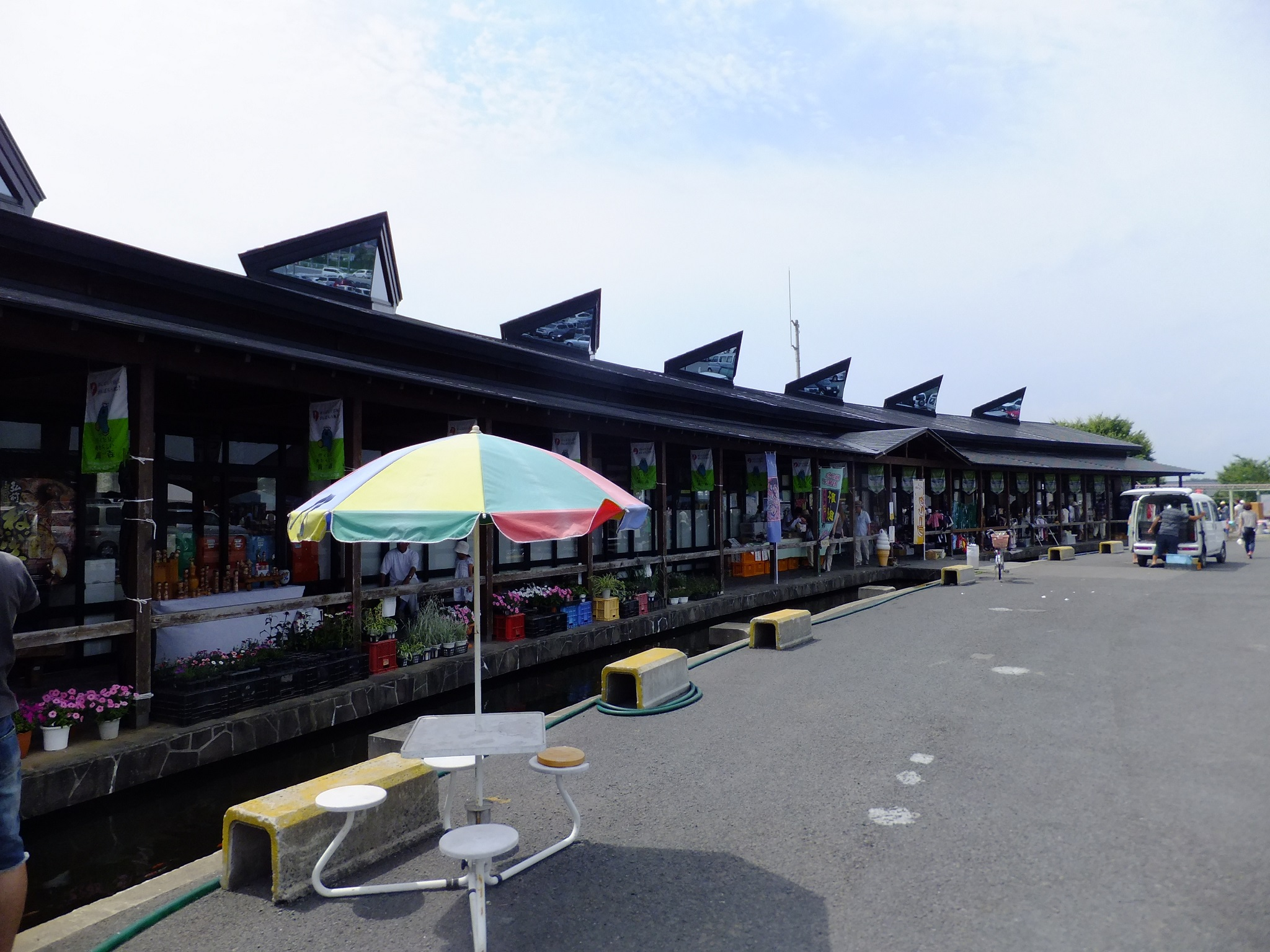
産直センター
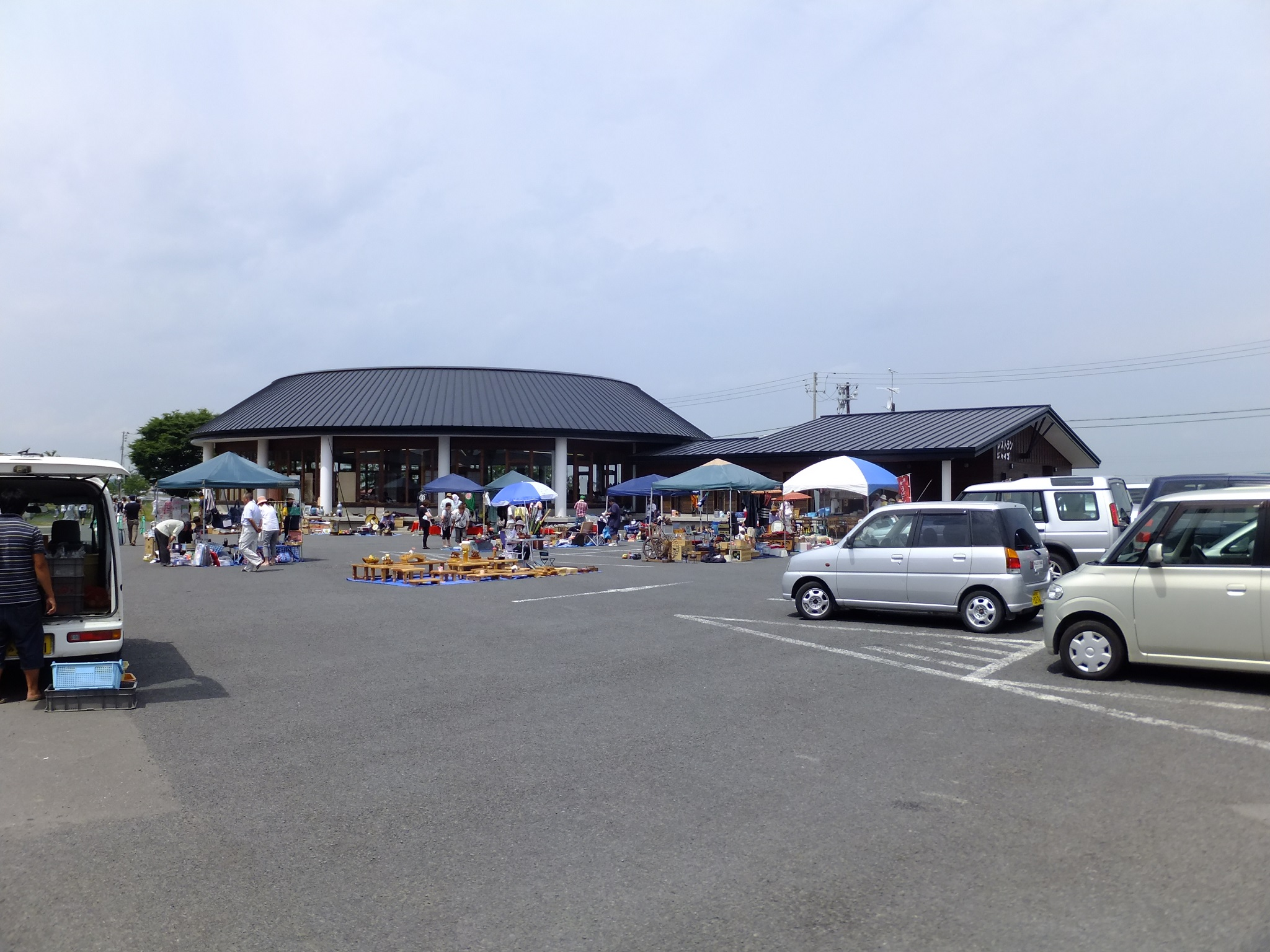
レストラン
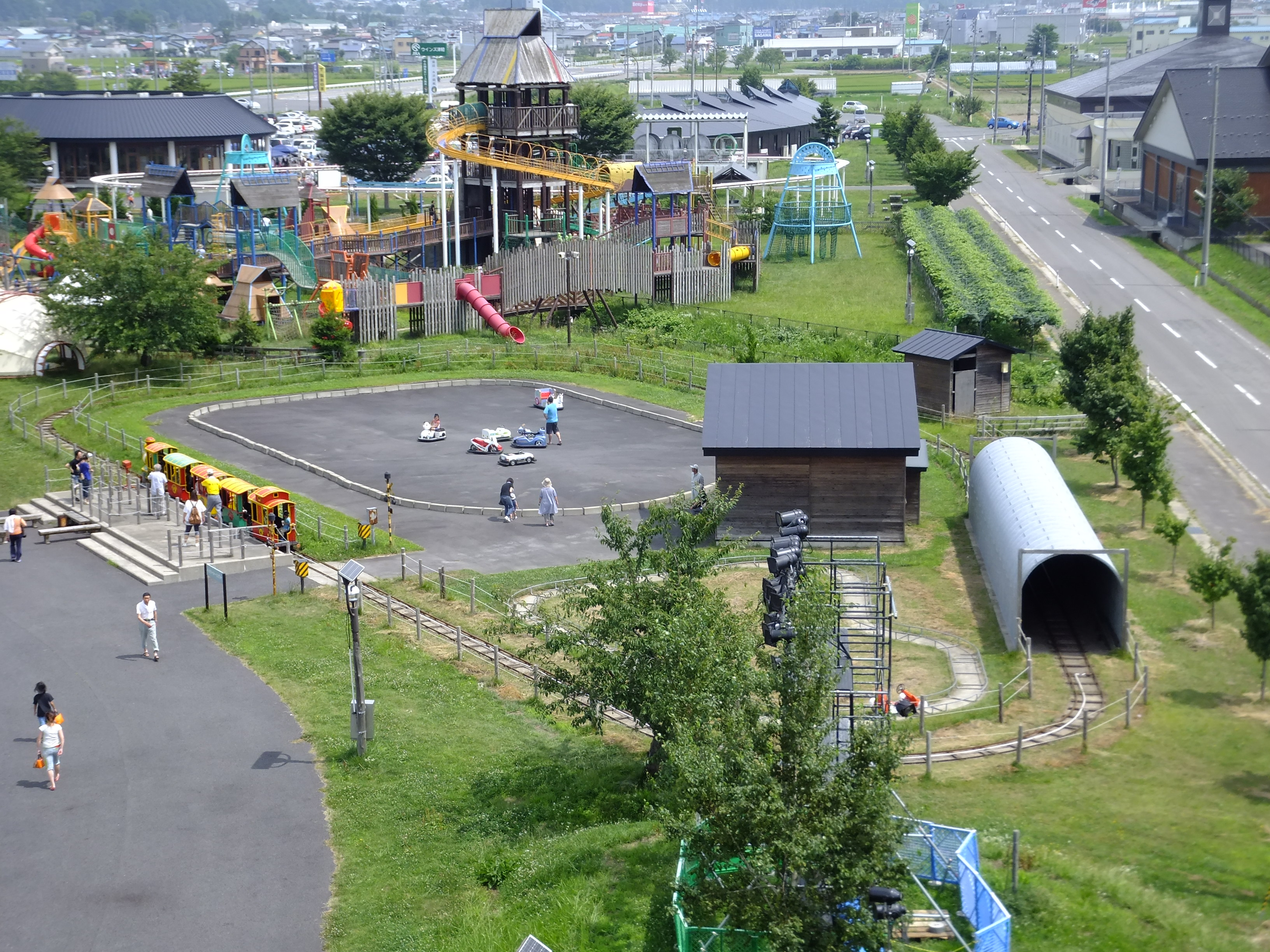
遊具施設
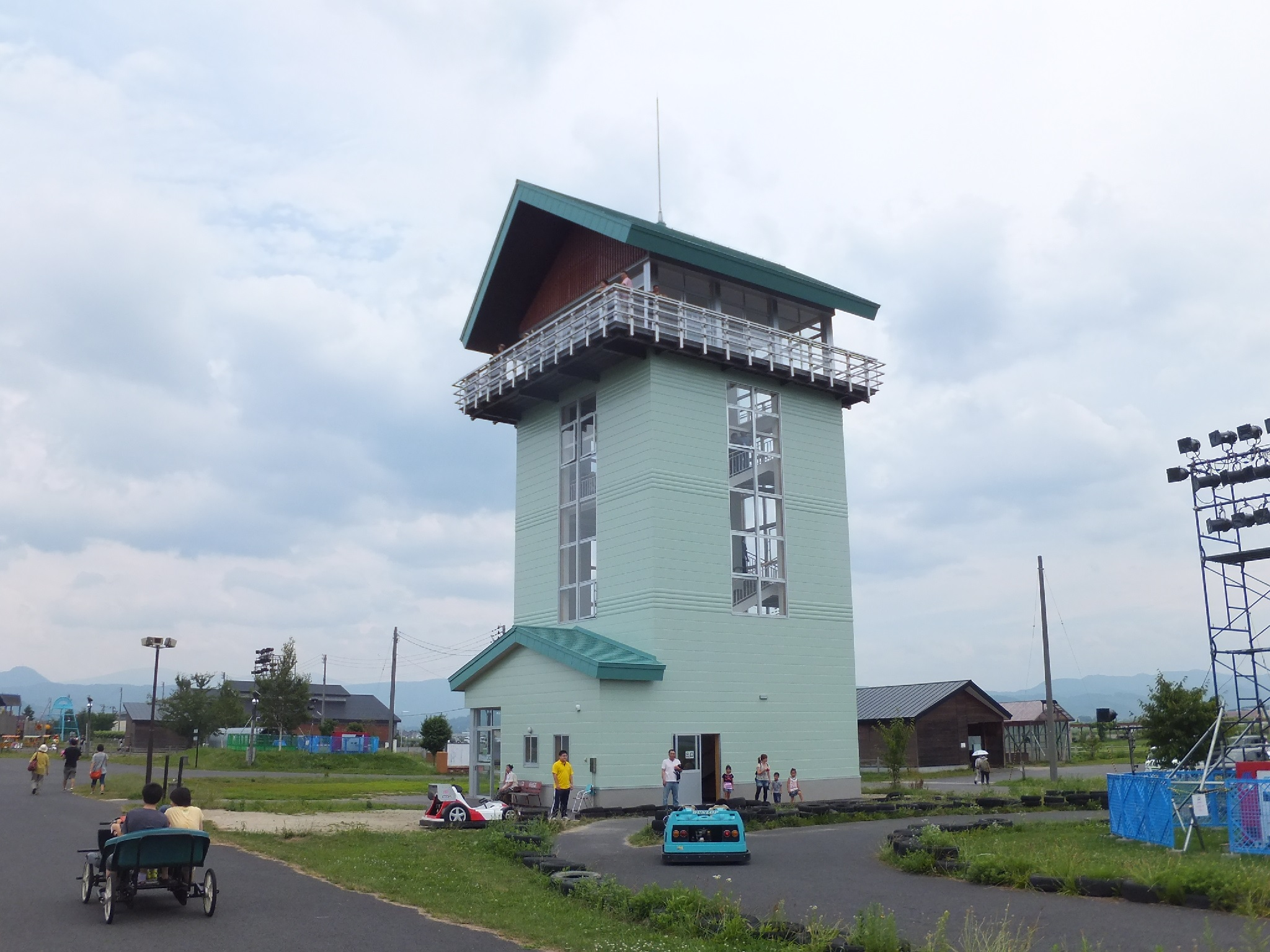
展望台
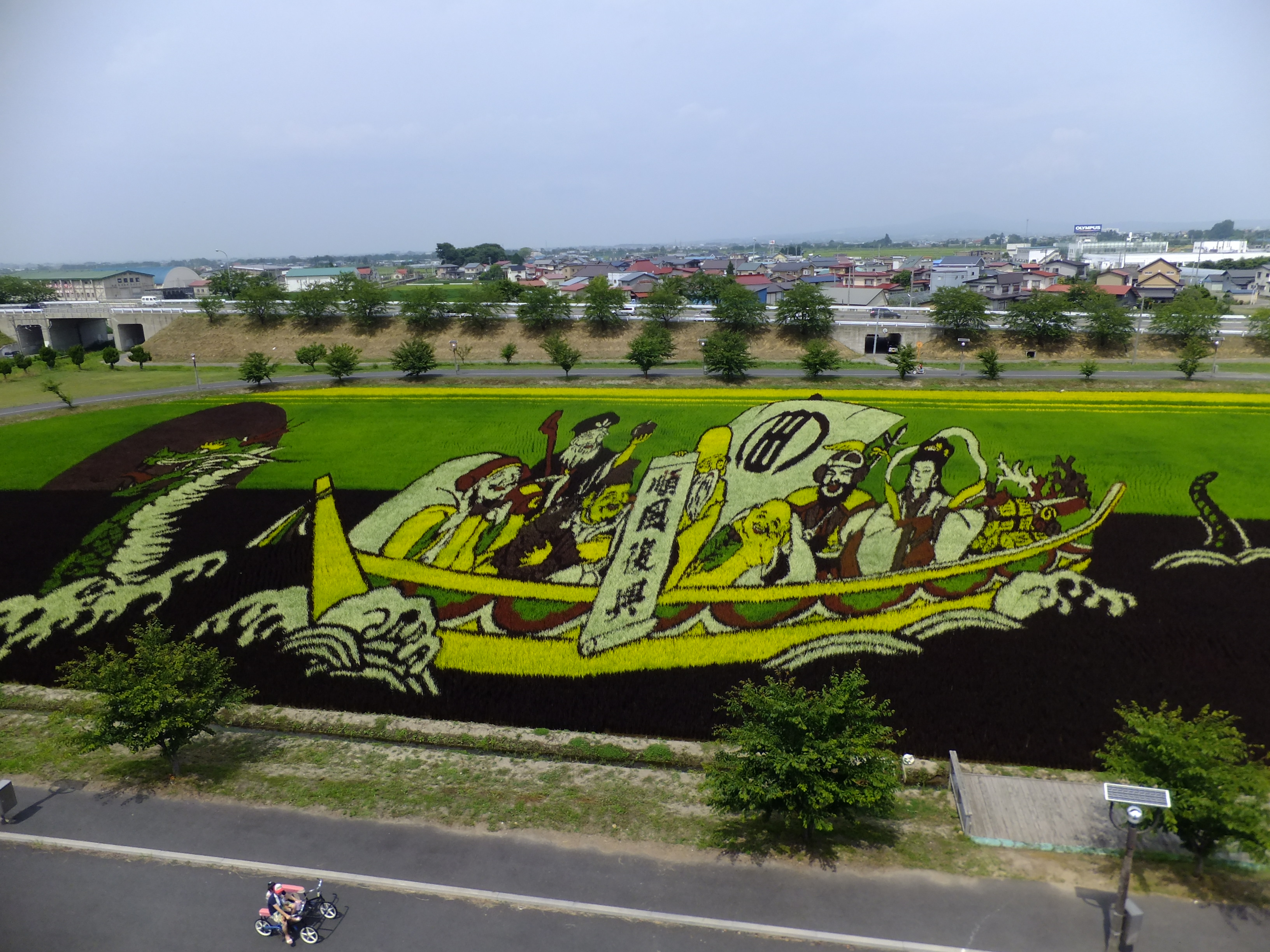
田んぼアート（2012年）

### 過去の施設
- エフエムジャイゴウェーブ・サテライトスタジオ
- レストランジャイゴ
  - なお、エフエムジャイゴウェーブ（運営会社）の事業廃止により、2025年3月28日をもって、FM局は廃局、レストランは閉店となった[1]。

### 管理団体
- 田舎館村

## 休館日
- 12月31日午後 - 1月1日
- 毎月第3火曜日・祝日の場合は翌水曜日（遊具施設）

## アクセス
- 国道102号 - 登録路線
- 弘南鉄道 弘南線 田んぼアート駅（冬期休業・冬期以外でも夜間から早朝は通過）または田舎館駅から徒歩

## 周辺
観光地
- 黒石温泉郷
- 垂柳遺跡
- 弘前城

その他
- ウインズ津軽（場外馬券売場）
- ボートレース平和島場外舟券売場 ボートピア黒石